# Рибари (Шабац)
Рибари је насеље у Србији у општини Шабац у Мачванском округу. Према попису из 2022. било је 1537 становника.

## Галерија
- Споменик у дворишту школе
- Сеоска школа
- Сеоска школа

## Демографија
У насељу Рибари живи 1629 пунолетних становника, а просечна старост становништва износи 38,2 година (37,1 код мушкараца и 39,2 код жена). У насељу има 613 домаћинстава, а просечан број чланова по домаћинству је 3,47.
Ово насеље је великим делом насељено Србима (према попису из 2002. године), а у последња три пописа, примећен је пад у броју становника.
|  |

| Демографија | Демографија | Демографија |
| Година      | Становника  | Становника  |
| ----------- | ----------- | ----------- |
| 1948.       | 1.772       |             |
| 1953.       | 1.956       |             |
| 1961.       | 2.108       |             |
| 1971.       | 2.086       |             |
| 1981.       | 2.206       |             |
| 1991.       | 2.161       | 2.053       |
| 2002.       | 2.131       | 2.370       |

| Етнички састав према попису из 2002.‍ | Етнички састав према попису из 2002.‍ | Етнички састав према попису из 2002.‍ | Етнички састав према попису из 2002.‍ | Етнички састав према попису из 2002.‍ |
| ------------------------------------ | ------------------------------------ | ------------------------------------ | ------------------------------------ | ------------------------------------ |
|                                      |                                      |                                      |                                      |                                      |
| Срби                                 | Срби                                 |                                      | 2.009                                | 94,27%                               |
| Роми                                 | Роми                                 |                                      | 94                                   | 4,41%                                |
| Југословени                          | Југословени                          |                                      | 6                                    | 0,28%                                |
| Хрвати                               | Хрвати                               |                                      | 2                                    | 0,09%                                |
| Руси                                 | Руси                                 |                                      | 1                                    | 0,04%                                |
| Немци                                | Немци                                |                                      | 1                                    | 0,04%                                |
| Македонци                            | Македонци                            |                                      | 1                                    | 0,04%                                |
| непознато                            | непознато                            |                                      | 12                                   | 0,56%                                |

| Година пописа     | 1948. | 1953. | 1961. | 1971. | 1981. | 1991. | 2002. |
| ----------------- | ----- | ----- | ----- | ----- | ----- | ----- | ----- |
| Број домаћинстава | 363   | 418   | 506   | 539   | 593   | 613   | 613   |

| Број чланова      | 1   | 2   | 3  | 4   | 5  | 6  | 7  | 8 | 9 | 10 и више | Просек |
| ----------------- | --- | --- | -- | --- | -- | -- | -- | - | - | --------- | ------ |
| Број домаћинстава | 115 | 119 | 82 | 125 | 79 | 49 | 27 | 9 | 2 | 6         | 3,47   |

| Пол    | Укупно | Неожењен/Неудата | Ожењен/Удата | Удовац/Удовица | Разведен/Разведена | Непознато |
| ------ | ------ | ---------------- | ------------ | -------------- | ------------------ | --------- |
| Мушки  | 841    | 237              | 539          | 40             | 21                 | 4         |
| Женски | 885    | 149              | 553          | 161            | 15                 | 7         |
| УКУПНО | 1.726  | 386              | 1.092        | 201            | 36                 | 11        |

| Пол    | Укупно                    | Пољопривреда, лов и шумарство | Рибарство                            | Вађење руде и камена | Прерађивачка индустрија       |
| ------ | ------------------------- | ----------------------------- | ------------------------------------ | -------------------- | ----------------------------- |
| Мушки  | 434                       | 235                           | 0                                    | 0                    | 39                            |
| Женски | 243                       | 169                           | 0                                    | 0                    | 17                            |
| УКУПНО | 677                       | 404                           | 0                                    | 0                    | 56                            |
| Пол    | Производња и снабдевање   | Грађевинарство                | Трговина                             | Хотели и ресторани   | Саобраћај, складиштење и везе |
| Мушки  | 2                         | 61                            | 26                                   | 5                    | 35                            |
| Женски | 0                         | 0                             | 24                                   | 6                    | 2                             |
| УКУПНО | 2                         | 61                            | 50                                   | 11                   | 37                            |
| Пол    | Финансијско посредовање   | Некретнине                    | Државна управа и одбрана             | Образовање           | Здравствени и социјални рад   |
| Мушки  | 0                         | 4                             | 9                                    | 8                    | 3                             |
| Женски | 0                         | 2                             | 3                                    | 10                   | 8                             |
| УКУПНО | 0                         | 6                             | 12                                   | 18                   | 11                            |
| Пол    | Остале услужне активности | Приватна домаћинства          | Екстериторијалне организације и тела | Непознато            | Непознато                     |
| Мушки  | 6                         | 0                             | 0                                    | 1                    | 1                             |
| Женски | 1                         | 0                             | 0                                    | 1                    | 1                             |
| УКУПНО | 7                         | 0                             | 0                                    | 2                    | 2                             |